# Bafra

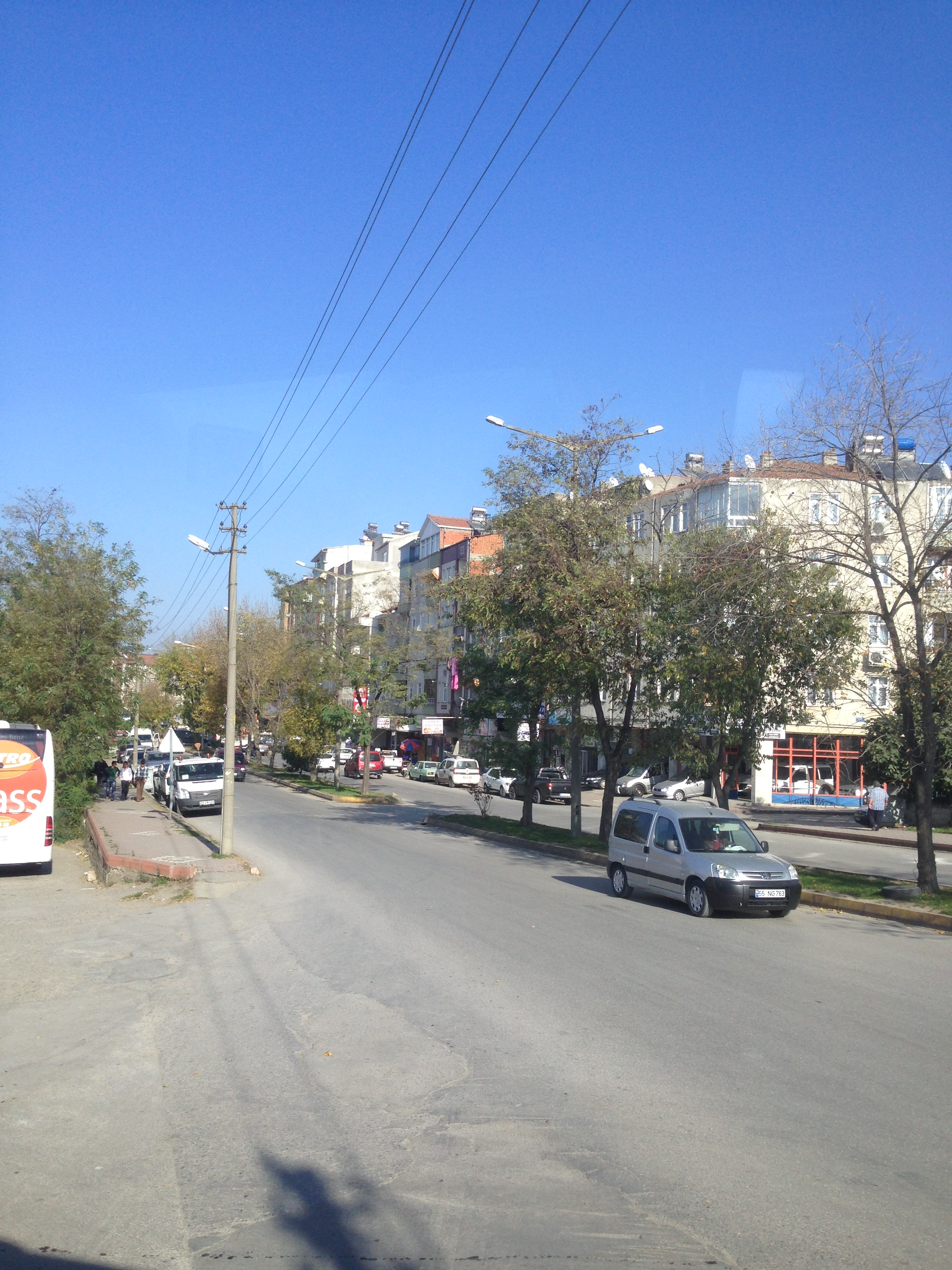
A view of Bafra district

Bafra là một huyện thuộc tỉnh Samsun, Thổ Nhĩ Kỳ. Huyện có diện tích 1509 km² và dân số thời điểm năm 2007 là 143084 người, mật độ 95 người/km².